# Селафиил

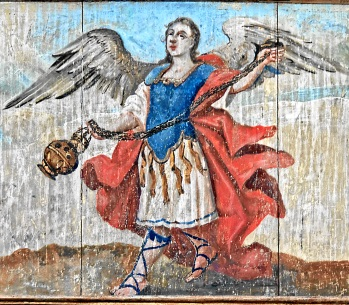
Архангел Селафиил

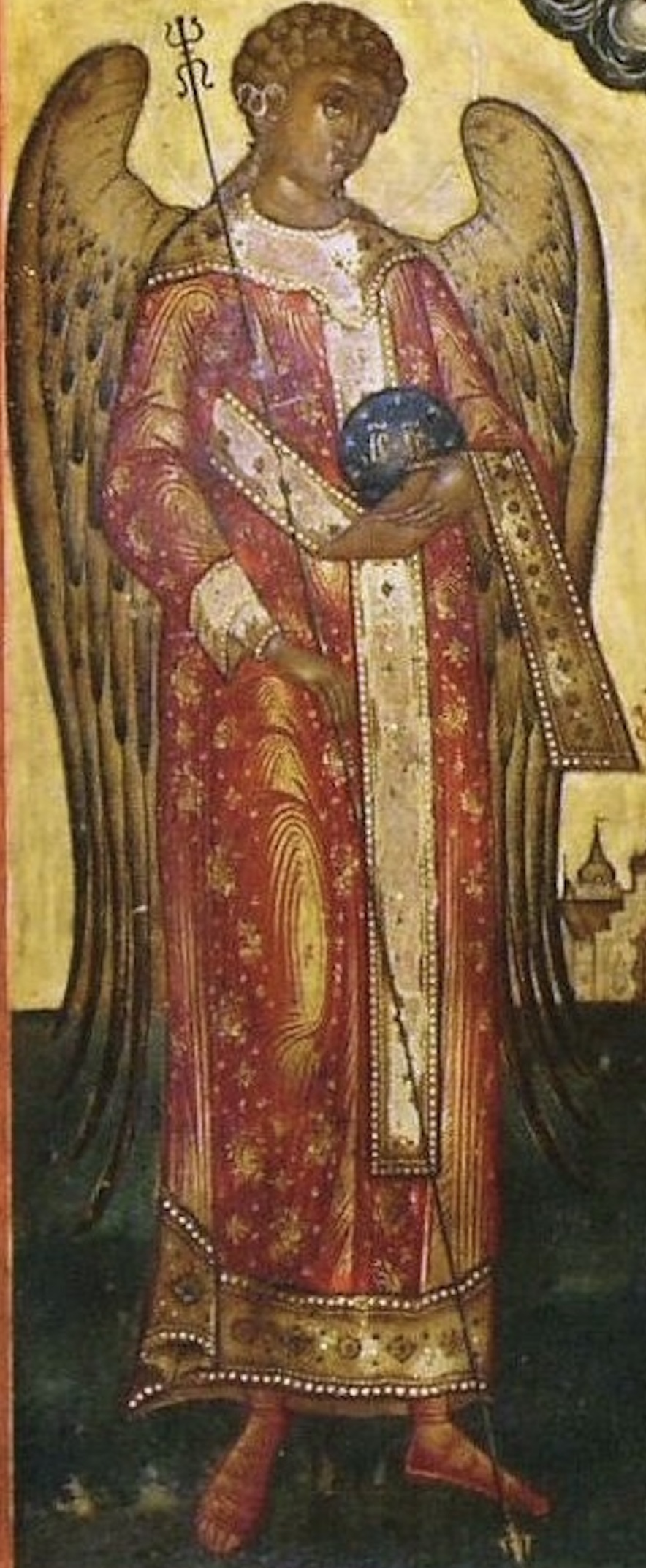
Русская икона Архангела Селафиила, 1840.

Селафии́л (ивр. שאלתיאל‎ — «молитва к Богу», Салафиил) — один из архангелов, почитается как молитвенник Божий, всегда молящийся Богу о людях и людей побуждающий к молитве, молитвенник о спасении и здравии людей.
Имя Селафиил в переводе с еврейского языка означает «молитва к Богу, молитвенник Божий, побуждающий к молитве».
Об этом архангеле сообщается в неканонической Третьей книге Ездры:

И было, во вторую ночь пришел ко мне Салафиил, вождь народа…
— 3Езд. 5:16
Есть мнение  о том, что архангел Селафиил явился Агари в пустыне, когда она в глубокой скорби молилась. Он сказал ей:

…слышал Господь страдание твое…
— Быт. 16:11
Святитель Иннокентий Херсонский пишет о Селафииле:

«И вот Господь даровал нам целый лик ангелов молитвенных, с их вождем Салафиилом, чтобы они чистым дыханием уст своих согревали наши хладные сердца к молитве, чтобы вразумляли нас, когда и как молиться, чтобы возносили самые приношения наши к престолу благодати. Когда увидите, братие, на иконе Архангела, стоящего в молитвенном положении, с очами, потупленными долу, с руками, приложенными с благоговением к персям (к груди), то знайте, что это Салафиил».

Изображается святой Архангел Селафиил с лицом и очами, склоненными вниз, и с руками, молитвенно сложенными на груди, как бывает у человека умиленно молящегося.